# Gillian Cross
Gillian Cross (* 1945 in London) ist eine britische Kinderbuchautorin. 

## Leben
Cross studierte Anglistik in Oxford und Sussex und lebt mit ihrer Familie in Gravesend. 1990 gewann sie die Carnegie Medal für ihr Buch Wolf, 1992 den Whitbread Award in der Kategorie Kinderbuch für The Great Elephant Chase und 2014 den Little Rebels Award.
Außerdem schrieb sie die Serie The Demon Headmaster, die später zur Grundlage einer Fernsehserie der BBC wurde.

## Werke
- The Iron Way. 1979.
- Revolt at Ratcliffe’s Rags. 1980.
- A Whisper of Lace. 1981.
  - Der Falke von Exeter. 1981.
- The Dark Behind the Curtain. 1982.
- The Demon Headmaster Serie:
  1. The Demon Headmaster. 1982.
  2. The Prime Minister’s Brain. 1985.
  3. The Revenge of the Demon Headmaster. 1994.
  4. The Demon Headmaster Strikes Again. 1996.
  5. The Demon Headmaster Takes Over. 1997.
  6. Beware of the Demon Headmaster. 2002.
- Born of the Sun. 1983.
- On the Edge. 1984.
- The Runaway. 1986.
- Swimathon! 1986.
- Chartbreaker. 1986.
- Roscoe’s Leap. 1987.
- A Map of Nowhere. 1988.
- Rescuing Gloria. 1989.
- Wolf. 1990.
- The Monster from Underground. 1990.
- Twin and Super-Twin. 1990.
- The Mintyglo Kid. 1991.
- Gobbo the Great. 1991.
- Rent-a-Genius. 1991.
- Save Our School. 1991.
- The Great Elephant Chase. 1992.
- The Tree House. 1993.
- The Furry Maccaloo. 1993.
- Beware Olga! 1993.
- What Will Emily Do? 1994.
- Auf Wiedersehen im Cyberspace. 1994.
- Ein total verrückter Schultag. 1995.
- Posh Watson. 1995.
- Pictures in the Dark. 1996.
- The Roman Beanfeast. 1996.
- The Goose Girl. 1998.
- Tightrope. 1999.
- Down with the Dirty Danes! 2000.
- Phoning a Dead Man. 2001.
- The Treasure in the Mud. 2001.
- Dark Ground trilogy aka The Lost trilogy:
  1. Der grüne Abgrund. 2004.
  2. Der schwarze Raum. 2005.
  3. Das Albtraumspiel. 2006.
- Sam Sorts It Out. 2005.
- Brother Aelred’s Feet. 2007.
- Where I belong. 2010.
  - Die schöne Khadija. 2010.